# 209 a. C.
El año 209 a. C. fue un año del calendario romano prejuliano. En el Imperio Romano, fue conocido como el año 545 Ab Urbe condita.

## Acontecimientos

### República romana
- Los romanos liderados por Quinto Fabio Máximo capturan Tarento, que el general cartaginés Aníbal había tenido durante tres años.
- Se produce la batalla de Ásculo que enfrenta al comandante romano Marco Claudio Marcelo y Aníbal.

### Hispania
- Desde su cuartel general en Tarraco (Tarragona), Publio Cornelio Escipión el Africano, el comandante romano en Hispania, lanza un asalto combinado terrestre y naval contra el cuartel general de los cartagineses en Qart Hadasht (Cartagena). Asedia con éxito y toma la ciudad. Al capturar esta ciudad, Escipión logra acceder a numerosos almacenes y suministros, rehenes hispanos, las minas locales de plata, una espléndida bahía y una base para avanzar hacia el sur.

### Grecia
- Como strategos de Acaya, el general griego Filopemen es responsable de hacer de la Liga Aquea un agresivo poder militar. Construye la capacidad militar de la Liga. El ejército y la caballería de la Liga Aquea bajo Filopemen derrota después a los etolios en la frontera con Elis.

### Mongolia
- Modun inicia su reinado sobre los xiongnu luego de asesinar a su padre Touman.

## Fallecimientos
- Touman caudillo de los xiongnu.